# Japanse dansmug
De Japanse dansmug (Telmatogeton japonicus) is een muggensoort uit de familie van de dansmuggen (Chironomidae). De wetenschappelijke naam van de soort is voor het eerst geldig gepubliceerd in 1933 door Tokunaga.
De soort komt oorspronkelijk uit wateren bij Japan en Hawaï, maar wordt sinds 1963 ook in kustwater in het noordwesten van Europa, meer bepaald in Duitsland, waargenomen. De internationale scheepvaart is hier waarschijnlijk de oorzaak van. Sindsdien heeft de soort zich verspreid in de Oostzee, Groot-Brittannië, Ierland, IJsland, Noorwegen, België, Nederland en de Amerikaanse westkust.
De larven, die zo'n 10 millimeter groot worden, leven in brak en zout water. In de Noordzee komen ze onder meer voor op boeien en windmolens. Hij is daarmee een van de weinige insecten die in dit gebied in zout water voorkomt. De larven leven er in het intergetijdengebied  en de spatwaterzone van de golven en voeden zich met groen- en blauwwieren. De larven bewegen zich onder meer voort met parapoden, kleine, voetachtige aanhangsels die te vinden zijn op het tweede en laatste segment. Na het larvenstadium verpoppen ze tot een pop van hoogstens 6,5 millimeter. Na een drietal dagen verlaat de volwassen mug de pop, waarna die nog vier dagen leven. Volwassen muggen kunnen vliegen, maar ze worden vooral waargenomen terwijl ze zitten of lopen bij het harde substraat van de spatwaterzone. Ze zetten er ook hun eitjes af, waarbij ze in de Noordzee de voorkeur blijken te geven aan scheepswanden, boeien en windmolens.
In de Noordzee staan ze op het menu van strandlopers, steenlopers en trekvogels die de kust passeren.